# Aero A.34
L'Aero A.34 Kos est un biplan biplace de sport à structure en bois construit en Tchécoslovaquie en 1929.

## Aero A.34 Kos
Cet appareil classique à ailes égales décalées et train classique fixe, très similaire au de Havilland Gipsy Moth (en), se distinguait par une voilure facilement repliable pour en faciliter le remorquage d’un aérodrome à l’autre derrière une voiture, la largeur une fois la voilure repliée ne dépassant pas 2,91 m. Équipé d’un moteur en étoile Walter Vega de 85 ch, le prototype [L-BASO] fut confié au pilote Josef Novak pour participer au Challenge International de Tourisme en 1929. Il fut victime d’une panne de moteur et détruit durant l’atterrissage forcé qui suivit le 8 août 1929. Il ne participa donc pas à l’épreuve. Les appareils de série, sept au total, furent utilisés pour l’entraînement des pilotes civils et militaires.

## Aero A.34J Kos
Trois exemplaires construits avec un moteur en ligne Walter Junior de 105 ch.

## Aero A.34W Kos
Variante de précédent, trois exemplaires construits.

## Aero A.134 Kos
Un unique exemplaire équipé d’un moteur en étoile Walter NZ de 130 ch.